# Амар, Аарон
Ааро́н Амар (ивр. אהרון אמר‎; род. 1937, Марокко) — израильский футболист, играл на позиции нападающего. Серебряный призёр Кубка Азии 1960 года.

## Биография

### Клубная карьера
Всю футбольную карьеру играл за «Маккаби» из Хайфы. За «зелёных» в чемпионате Израиля сыграл 132 матча и забил 35 голов. В составе «Маккаби» в 1962 году выиграл Кубок Израиля и Суперкубок Израиля.

### Карьера в сборной
В составе сборной Израиля принимал участие на Кубке Азии 1960 года, где сыграл в трёх матчах финального этапа. По итогам турнира Израиль завоевал серебряные медали. Всего за сборную Израиля сыграл 14 матчей, но не забил ни одного гола.

## Достижения
«Маккаби» (Хайфа)
- Обладатель Кубка Израиля (1) : 1961/62
- Обладатель Суперкубка Израиля (1) : 1962

 Израиль
- Серебряный призёр Кубка Азии (1) : 1960